# 1+1 Media
«1+1 media» — один з найбільших медіаконгломератів України та значимих активів українського олігарха Ігоря Коломойського (знаходиться під санкціями РНБО).

## Активи

### Телеканали
До складу «1+1 media» входять 11 телеканалів:
- 1+1 — національний телеканал, з великою часткою оригінального контенту розважального і публіцистичного напрямків. Технічне покриття — 95 %. Цільова аудиторія — 18—60 років.
- 1+1 Україна — інформаційно-розважальний телеканал-дублер «1+1». Технічне покриття — 95 % цільова аудиторія — 18—60 років.
- 2+2 — телеканал з орієнтацією на чоловічу аудиторію. Програми роблять акцент на адреналін, гумор, енергію і провокації. Цільова аудиторія — чоловіки віком 18—54 років.
- 2+2 Марафон — інформаційний телеканал, що транслює марафон «Єдині новини».
- ТЕТ — розважальний канал. Технічне покриття — 92,4 %. Цільова аудиторія — 14—50 років.
- ПлюсПлюс — дитячий канал, — цільова аудиторія — 4—18 років. Технічне покриття — 55 %.
- Бігуді — орієнтований на жіночу аудиторію. Основні продукти: українські й іноземні серіали, а також програми виробництва каналу «1+1».
- УНІАН. Серіал — фільмовий телеканал орієнтований на переважно чоловічу аудиторію. В основі програмного наповнення — українські та зарубіжні серіали.
- Квартал TV — розважальний телеканал. Транслює програми, серіали і фільми студій «Квартал 95» та «1+1 Production», а також світові серіали.
- Світ+ — пізнавальний телеканал, який транслює програми про подорожі й екстремальний відпочинок, а також реаліті-шоу та документалістику.
- 1+1 International — україномовний канал, орієнтований на українську діаспору, а також українців за кордоном. Канал є міжнародною версією «1+1».

### Інформаційні ресурси
- ТСН.ua
- Інформаційне агентство «УНІАН»
- Главред

### Дистрибуція
- «Kvartal TV International»
- «Nickelodeon»
- «Nick Jr.»
- «Nicktoons»
- «MTV»
- «MTV Live HD»
- «MTV 90s»
- «MTV CLUB»
- «MTV HITS»
- «MTV 80s»
- «MTV 00s»
- «BOLT»
- «Star Cinema»
- «ProKino»
- «КусКус»
- «36,6 TV»
- «TiJi»
- «UPL.TV»
- «Maincast»
- «Maincast 2»

### Fast-канали
- «Світ навиворіт+»
- «Загублений світ+»
- «Опер за викликом+»
- «Сімейні мелодрами+»
- «ЖВЛ+»
- «Панянка-селянка+»

### Закриті телеканали
- Real TV Estate — замінено на «2+2» (T2), «Бігуді» (супутник, кабель)
- Гравіс 35 — замінено на «СіТі»
- СіТі — замінено на «ПлюсПлюс»
- Ukraine Today — замінено на англомовне інформаційне агентство «УНІАН»
- Гравіс 7 — замінено на «Кіно»
- Кіно — замінено на «2+2»
- Comedy Central Україна — до 28 лютого 2023 року «Paramount Comedy Україна»

### 1+1 Production
Структура групи включає виробничий департамент «1+1 Production», який відповідає за створення власних та адаптацію міжнародних форматів для телеканалів групи: реаліті й дейтинг-шоу, талант-шоу, сценарне реаліті, серіали, ситкоми, документальні та спортивні програми, авторські програми, інформаційне мовлення та інше. Продакшн не тільки забезпечує власні потреби, але й працює із зовнішніми замовниками.

## Інші активи
- ТСН.ua — популярний новинний ресурс з аналітикою, телевипусками ТСН і передачами «1+1». У розділі «Проспорт» проходять онлайн-трансляції футбольних матчів Чемпіонату України, Ліги Чемпіонів та Ліги Європи.
- УНІАН (Українське Незалежне Інформаційне Агентство Новин) — інформаційна агенція, що працює на ринку України з 1993 року. Випускає продукцію українською, російською та англійською мовами.
- Главред.info — аналітичне інтернет-видання. Має російську версію сайту. Сайт публікує матеріали та новини про політику, суспільство, бізнес, науку і техніку, здоров'я, спорт, освіту, культуру та дозвілля. 2018 року видання провело редизайн старої версії сайту.
- 1+1 video — українська VOD-платформа групи «1+1 media», яка дає змогу дивитись шоу, серіали та новинний контент з будь-якого пристрою. Весь контент каналів групи можна знайти на одному сайті.
- Київстар ТБ [2][3] — спільний проєкт групи «1+1 media» та оператора телекомунікацій «Київстар», заснований 11 грудня 2019 року. Це платформа онлайн-телебачення, що налічує більше 300 телеканалів та VOD-бібліотеку з 20 000 фільмів, серіалів, мультфільмів та шоу[4].
- FootballHub — футбольний проєкт групи. Включає власне відеовиробництво, онлайн-стріми, огляди від блогерів, щоденні ексклюзиви.
- O-kolo — єдина кастинг-платформа, яка допомагає всім охочим, з акторським досвідом і без нього, взяти участь у проєктах 1+1 Production і телеканалів групи.
- 1+1 media school — освітній проєкт «1+1 media», головною метою якого є підвищення якості медіаосвіти в Україні та її доступність. Навчання відбувається у студіях та на знімальних майданчиках групи. Це дає студентам необмежені можливості для практики, яка складає 70 % кожного курсу[5].
- Sudum — технологічний сервіс, що допомагає блокувати піратський контент в інтернеті. Програмне забезпечення здійснює пошук та відправлення скарг для видалення контенту з мережі.

## Керівництво

### До 19 серпня 2019
- Гендиректор «1+1 media» — Олександр Ткаченко.
- HR-директор «1+1 media» — Лариса Брувер.
- Комерційний директор сейлз-хаусу «Плюси» — Валерій Варениця.
- Генеральний директор «УНІАН» — Артем Ковальов.
- Генеральний продюсер телеканалу «2+2» — Максим Кривицький.
- Генеральний продюсер телеканалу «ТЕТ» — Вікторія Шульженко (Левченко).
- Директор департаменту дистрибуції та розвитку мережі мовлення «1+1 media» — Андрій Мальчевський.
- Генеральний продюсер нішевих каналів «1+1 media» — Іванна Найда.
- Керівник департаменту ранкового мовлення «1+1 media» — Юлія Жмакіна.
- Директор з маркетингових комунікацій «1+1 media» — Світлана Павелецька.
- Виконавчий директор групи, Директор напрямку платного телебачення «1+1 media» — Ярослав Пахольчук.
- Технічний директор «1+1 media» — Пилип Петренко.
- Директор департаменту новин «1+1 media» — Сергій Попов.
- Директор з юридичних питань «1+1 media» — Тетяна Смирнова.
- Digital-директор «1+1 media», Директор по стратегії і розвитку групи — Анна Ткаченко.
- Керівник управління продажів програмних прав «1+1 media» — Інна Філіпова.
- Керівник управління журналістських проєктів «1+1 media» — Максим Шиленко.
- Керівник управління спортивних проєктів «1+1 media» — Степан Щербачов.

### 20 серпня— 18 грудня 2019
20 серпня змінилась структура медіахолдингу — відбувається розподіл на бізнес-одиниці та корпоративні сервіси. Кожна бізнес-одиниця групи стає самостійним бізнесом. Так, в «1+1 медіа» з'являються бізнес-одиниці «Телевізійний бізнес» на чолі з Максимом Кривицьким, «1+1 Production» на чолі з Вікторією Левченко, «Платне телебачення» на чолі з Ярославом Пахольчуком, «1+1 Digital та Інновації» на чолі з Ганною Ткаченко.
Корпоративні сервіси виступають внутрішнім консалтингом, який забезпечує експертизу, відповідає за якість послуги і вартість функції. Такими корпоративними сервісами є фінансовий департамент на чолі з Дмитром Тузовим, GR-департамент на чолі з В'ячеславом Мієнком, департамент з маркетингових комунікацій на чолі зі Світланою Павелецькою, департамент стратегії та ризиків на чолі з Вікторією Романовою, HR-департамент на чолі з Ольгою Мусійко і Shared Services під керівництвом Ярослава Пахольчука, до яких входять технічний, юридичний департаменти, служба безпеки, адміндепартамент тощо.
Замість генерального директора стратегічне управління групою здійснюватиме правління, склад якого затверджується акціонером компанії.

### Правління
- Генеральний директор ТОВ ТРК «Студія 1+1», директор по GR — В'ячеслав Мієнко.
- Керівник «Телевізійного бізнесу», генеральний продюсер 1+1 — Максим Кривицький.
- Керівник напряму платного телебачення, виконавчий директор «1+1 media» — Ярослав Пахольчук.
- Керівник «1+1 Digital та Інновації» — Анна Ткаченко.
- Директор з маркетингових комунікацій «1+1 media» — Світлана Павелецька.
- Фінансовий директор — Дмитро Тузов.

17 серпня 2019 року Олександру Ткаченку присвоєно звання Почесного президента групи.

### З 19 грудня 2019
1+1 медіа завершило процес децентралізації, представивши оновлену структуру управління групою.
Новим головою Правління та генеральним директором «1+1 media» призначено директора напрямку платного телебачення та виконавчого директора медіагрупи Ярослава Пахольчука, а почесним президентом 1+1 медіа залишено Олександра Ткаченка.
Ігор Коломойський як головний акціонер групи, очолив Наглядову раду ТОВ "ТРК «Студія 1+1».
Разом з тим, до складу колегіального органу Правління 1+1 медіа як незалежний член входитиме комерційний директор ТОВ «Глобал Медіа Груп» Валерій Варениця.
- Директор телевізійного бізнесу, Генеральний продюсер телеканалу 1+1 — Максим Кривицький.
- Генеральний продюсер каналу «2+2» — Сергій Кизима.
- Генеральна продюсерка нішевих каналів «1+1 media» — Іванна Найда.
- Генеральна продюсерка каналів «ТЕТ» і «Comedy Central» — Оксана Петришин.
- HR-директорка «1+1 media» — Ольга Мусійко.
- Директор департаменту дистрибуції та розвитку мережі мовлення «1+1 media» — Андрій Мальчевський.
- Директор департаменту новин «1+1 media» — Сергій Попов.
- Керівниця департаменту ранкового мовлення «1+1 media» — Юлія Жмакіна.
- Керівник управління журналістських проєктів «1+1 media» — Максим Шиленко.
- Керівник управління спортивних проєктів «1+1 media» — Степан Щербачов.
- Генеральна продюсерка «1+1 Production» — Вікторія Левченко.

## Нагороди
2018
- ТОП-10 найпривабливіших роботодавців на думку студентів за версією EY
- Золото PromaxBDA Europe Awards 2018 за відкриваючі титри до документального українського фільму «Діти Перемоги» та срібло за організацію промо-кампанії проєкту «Музей Новин»
- Благодійний фонд «Ти не один» отримав першу національну нагороду — «Янгола Добра»
- Рекордні 43 нагороди премії «Телетріумф»
- Музей Новин отримав відзнаку SABRE Awards EMEA 2018
- Перша золота кнопка від YouTube і перший мільйон підписників на каналі групи «Голос Країни»
- Три канали групи 1+1 медіа (1+1, ТЕТ, ПЛЮСПЛЮС) отримали нагороду Big Data Awards
- YouTube-канали групи 1+1 медіа отримали одразу три нові кнопки YouTube: золото і два срібла (ШКОЛА, Голос країни, Світське життя)
- Кейс в інстаграм «Top.school» на Київському міжнародному фестивалі реклами проєкт відзначений двома бронзами
- Проєкт 1+1 медіа «Люди Ідей» став фіналістом найпрестижнішої PR-премії Європи European Excellence Awards 2018
- Рекордні 10 нагород  Ukrainian Design The Very Best Of (6 у ПЛЮСПЛЮС і 4 у 1+1)
- Проєкти 1+1 медіа отримали одразу 9 нагород Effie Awards Ukraine 2018
- Проєкт «Право на освіту» отримав відзнаку Partnership for Sustainability Award 2018
- Перемога у конкурсі кейсів з Корпоративної соціальної відповідальності
- Журнал «БІЗНЕС» зарахував «1+1 media» до числа кращих роботодавців України у 2018 році

2019
- Проєкт «#забутипровік» здобув нагороду European Excellence Awards 2019 у категорії Change Communications

## Критика

### Засилля російськомовного продукту
За усі роки існування медіагрупи 1+1 media, свою оригінальну кінопродукцію як-от телефільми та телесеріали група створювала майже виключно російською мовою.
У вересні 2014 року головний телеканал медіагрупи «1+1» розкритикувала громадськість після того як за результатами моніторингу ГО «Бойкот російського кіно» стало відомо, що 1+1 та інші українські телеканали транслювали значно більше російськомовних фільмів та серіалів аніж україномовних. Однак, критика з боку громадськості у 2014 році не вплинула на політику телеканалу «1+1» і канал продовжував транслювання переважно російськомовної кінопродукції.
У лютому 2020 року медіагрупу «1+1 media» розкритикувала громадськість, після того як генеральний продюсер «1+1» та керівник телебізнесу «1+1 media» Максим Кривицький разом з продюсеркою серіального виробництва 1+1 media Оленою Єремеєвою заявили на пресконференції що з бізнес міркувань всі 7 нових мелодраматичних телесеріалів медіагрупи 1+1 media у 2020 році буде знято російською мовою оскільки «знайти тональність української мови, щоб глядач її сприймав, непросто» та тому що «мелодрами українською мовою дивляться гірше, ніж комедії». Після негативної реакцію суспільства на такі українофобські заяви медіагрупи 1+1 media, вона виступила з офіційною заявою де просить «штучно не форсувати тему української мови» щодо каналів медіагрупи та заявила що вони вже й так знімають багато комедійних телесеріалів українською.

### Відмова виконувати закон про мову та транслювати контент українською (2021)
З 19 по 21 липня 2021 року телеканал «1+1» транслював серіал «Свати» з українським дубляжем через те, що 16 липня 2021 року вступили окремі положення закону України «Про забезпечення функціонування української мови як державної». Ці положення зобов'язують телеканали транслювати 100 % своїх фільмів та серіалів з українськомовною аудіо-доріжкою. Однак, вже 22 липня представники телеканалу заявили, що телеканал почав транслювати серіал мовою оригіналу через нібито «негативну реакцію на дубльований [українською мовою] продукт з боку великої частини наших глядачів, які історично звикли до перегляду улюблених фільмів та серіалів саме у тому вигляді та з тим колоритом, з яким продукт було створено від початку», й тому до трансляції українськомовного контенту фільмів та серіалів медіагрупа буде «переходити поступово». Також «1+1 media» зауважила що «продовжить інвестувати у якісний дубляж і контент українською мовою та спонукати глядача дивитися українською».
У відповідь на цю публічну заяву «1+1 media» про відмову дублювати іншомовні фільми/серіали українською народний депутат з партії «Європейська солідарність» Микола Княжицький 23 липня 2021 року публічно звернувся до Національної ради з питань телебачення та радіомовлення з проханням відреагувати на порушення телеканалом «1+1» закону про мову. Згодом цю публічну заяву 1+1 media також прокоментував медіаюрист Алі Сафаров, який підкреслив що трансляція фільмів та серіалів з російськомовною аудіо-доріжкою після 16 липня 2021 року є прямим порушенням закону і підкреслив що закон «не містить виключень для телеканалів, навіть якщо вони активно сприяли обранню чинного президента» та зауважив що «закон передбачає санкції проти таких порушників як телеканал „1+1“». Схожу оцінку рішення медіагрупи 1+1 media про відмову дублювати українською іншомовні фільми/серіали згодом дала й редакторка видання «Detector.media» Наталя Лігачова, яка назвала це рішення медіагрупи «ганьбою та соромом».

### Конфлікти з провайдерами
У березні 2021 року медіахолдинг заявив, що планує припинити співпрацю з провайдером послуг «Ланет» і забрати з його пакетів свої канали, не пояснюючи причини припинення співпраці. Інтернет асоціація України заявила, що вбачає у діях медіагрупи змову та тиск на провайдера. Водночас у квітні 2021 року АМКУ оприлюднив заяву, в якій закликав «1+1 media» утриматися від одночасного безпідставного припинення договорів з провайдерами. Медіагрупа не дослухалась до рекомендацій Антимонопольного комітету та розірвала договір, через що «Ланет» вимушено припинив трансляцію каналів медіагрупи. Провайдер подав до суду проти медіагрупи[джерело?].